# Abel Folk
Abel Folk Gilsanz (Montesquiu, Barcelona, España, 28 de agosto de 1959) es un actor español que trabaja en teatro, cine, televisión y como doblador. Es la voz habitual, en castellano y catalán, del actor Pierce Brosnan. Dirigió, junto con Joan Riedweg, la película Xtrems, y también es el hombre detrás de la voz de Jorge de Loquendo (más específicamente las voces de Jorge y Jordi en español y catalán respectivamente).

## Biografía
Abel Folk tiene una dilatada carrera como actor y ha combinado el teatro y el doblaje en loquendo con el cine y la televisión. Sus inicios en televisión fueron en el programa infantil Terra d'Escudella que TVE emitió en catalán a finales de la década de los setenta.
En 1992 fue reconocido con el premio al mejor actor de cine que otorga la AADPC (Asociación de Actores y Directores Profesionales de Cataluña) por su interpretación en la película Havanera 1820, premio que volvió a ganar el año siguiente con Monturiol, el senyor del mar. Por su trabajo en El coronel Macià (2006) recibió una nominación del Premi Barcelona de Cinema y otra del Premi Butaca al mejor actor En el año 1997 ya había recibido este premio por la interpretación en la obra Pel davant i... pel darrera, en la categoría de mejor actor de teatro.
Ha doblado, tanto en castellano como en catalán, al actor irlandés Pierce Brosnan en casi 40 películas, incluyendo las cuatro en las que encarnó al Agente 007 James Bond. También es la voz, en menor medida, de Hugo Weaving, principalmente en su papel de Elrond en las trilogías de El Señor de los Anillos y El hobbit, y como Cráneo Rojo en Capitán América: el primer vengador.
También es popular por ser la voz del programa de síntesis de voz Loquendo del nombre de Jorge para el idioma castellano y la de Jordi para la voz en catalán.
Desde abril de 2016 aparece como protagonista en la serie La embajada, que se emite cada lunes en horario de máxima audiencia en Antena 3, consiguiendo en su primer capítulo reunir a más de cuatro millones de telespectadores.
En 2022 interpreta a Juan Hidalgo, padre del protagonista en la película de Netflix, A través de mi ventana, basada en el libro de Ariana Godoy.
En 2024 se unió al reparto de La encrucijada, serie española de televisión para Atresplayer y Antena 3 que será estrenada en 2025.

## Filmografía
- 1984. Hombres que rugen, de Ignacio Iquino
- 1987. L'escot
- 1987. Mi general
- 1987. Barrios altos
- 1989. Los días del cometa
- 1992. Havanera 1820, de Antoni Verdaguer
- 1992. El largo invierno
- 1993. Monturiol, el senyor del mar, de Francesc Bellmunt
- 1994. All tied up
- 1994. La teta y la luna, de Bigas Luna
- 1995. Gimlet, de José Luis Acosta
- 1995. El porqué de las cosas, de Ventura Pons
- 1995. Pareja de tres, de Antoni Verdaguer
- 1996. Raons sentimentals
- 1998. Subjúdice
- 2000. El viaje de Arián, de Eduard Bosch
- 2001. Loquendo, voz de Jorge (en castellano) y Jordi (en catalán)
- 2002. The dancer upstairs
- 2003. Face of terror
- 2004. Art Heist
- 2004. Iris
- 2004. Golpe maestro
- 2005. L'est de la brúixola
- 2006. Animals ferits
- 2006. 53 días de invierno
- 2006. The Cheetah Girls 2, de Kenny Ortega
- 2006. GAL
- 2006. El coronel Macià, de Josep Maria Forn
- 2006. Los simuladores
- 2007. PROXIMA, de Carlos Atanes
- 2007. Savage Grace
- 2008. Vicky Cristina Barcelona, de Woody Allen
- 2009. Xtrems
- 2014. Isabel
- 2015. Barcelona, noche de invierno
- 2016. La embajada
- 2020. La valla
- 2022. A través de mi ventana
- 2023. Los artistas: primeros trazos[9]
- 2025: La encrucijada

## Teatro
- 1990. Calígula.
- 1996. Pel davant i pel darrera.
- 2011. Els 39 esglaons. Actor y Director.